# Nikolaus Joseph Brahm
Nikolaus Joseph Brahm (* 18. Mai 1754 in Mainz; † 29. Juni 1821 in Aschaffenburg) war ein deutscher Jurist und Entomologe.

## Leben
Nikolaus Joseph Brahm war bis 1797 Advokat am kurfürstlichen Hofgericht in Mainz. Er zog 1802 nach Aschaffenburg, wo er als Appellations- und Oberlandesgerichtsadvokat und Prokurator am bischöflichen Vikariat, Kommissariat und Justizsenat wirkte.
Seine entomologischen Schriften, die alle Insektengruppen sowie auch Arachniden und Crustacea betreffen, erschienen im Zeitraum von 1786 bis 1811 und behandeln vorwiegend die Fauna in der Umgebung von Mainz, Aschaffenburg und der Wetterau.
Er ist unter anderem Erstbeschreiber vom Kleinen Gabelschwanz Furcula bifida (Brahm, 1787), einem Schmetterling (Nachtfalter) aus der Familie der Zahnspinner (Notodontidae), vom Grünlichgelben Wollkraut-Widderbock Chlorophorus herbstii (Brahm, 1790), einem Käfer aus der Familie der Bockkäfer (Cerambycidae) und vom Hellrandigen Dungkäfer Melinopterus prodromus (Brahm, 1790), einem Käfer aus der Familie der Blatthornkäfer (Scarabaeidae).
Nikolaus Joseph Brahm war Mitglied der kurfürstlich physikalisch ökonomischen Gesellschaft zu Mainz sowie unter dem Ordensnamen Manasses ein Mitglied des Illuminatenordens.
Er war seit 24. September 1780 in Mainz mit Katharina Josefa Burckard verheiratet. Das Ehepaar hatte fünf Kinder.

## Schriften (Auswahl)
- Insektenkalender für Sammler und Oekonomen. Erster Theil, Mainz 1790 (Digitalisat)
- Insektenkalender für Sammler und Oekonomen. Zweyten Theiles Erste Abtheilung, Mainz 1791 (Digitalisat)
- Bemerkungen über die von der Gattung Coccinella bey Mainz einheimischen Arten. Der Naturforscher, 29, 1802, S. 135–163 (Digitalisat)